# Filip IV. Španělský
Filip IV. Španělský (španělsky: Felipe IV, 8. dubna 1605, Valladolid – 17. září 1665, Madrid) byl od roku 1621 vládnoucí král španělský a jako Filip III. také král portugalský, neapolský a sicilský. Byl členem španělské větve Habsburků (ve Španělsku nazývané Casa de Austria, „Rakouská dynastie“).

## Původ
Filip IV. se narodil jako třetí dítě a nejstarší syn španělského královského páru, Filipa III. a Markéty Habsburské, dcery Karla II. Štýrského. Dospělosti se dožili čtyři z osmi Filipových sourozenců.
Jeho nejstarší sestrou byla pozdější francouzská královna, provdaná za Ludvíka XIII., Anna Marie. Druhá z jeho sester Marie Anna se provdala za císaře Svaté říše římské Ferdinanda III. Bratr Karel zemřel v mládí na tyfus[nepřesný odkaz] a nejmladší přeživší bratr Ferdinand se stal kardinálem.

## Král
Od mládí se učil jazyky a domluvil se (vedle kastilské španělštiny) v katalánštině, francouzsky, italsky a portugalsky. Jako desetiletý se oženil s francouzskou princeznou Isabelou a vlády se ujal již v šestnácti letech. Byl kulturně a umělecky založený. Také proto u jeho dvora působila řada umělců jako např. Velázquez nebo Calderón. Ovšem země se pomalu dostávala do úpadku, jak politického, tak co se týče obrany a hospodářství. To zapříčinilo stěhování obyvatelstva z Kastílie, pokles příjmů do státní kasy a několik státních bankrotů.

## Období válek

### Válka s Holanďany a Anglií
V letech 1621–1648 bojoval proti Generálním stavům (Holanďanům) o udržení Nizozemí pod španělskou nadvládou. Až Haagský mír, na kterém se Španělsko muselo smířit s nezávislostí Nizozemí, ve kterém byl od roku 1646 místodržícím Leopold Vilém Habsburský, ukončil roky trvající boje.
V letech 1625–1630 válčil s anglickým králem Karlem I. Od roku 1649 byla námořní válka, v té době s Anglickou republikou pod vedením Cromwella, opět obnovena. V roce 1655 se Angličané zmocnili Jamajky a roku 1657 Dunkerque.

### Válka s Francií
V roce 1628 vypukla válka proti Francii, a to o mantovské vévodství, ve které Filip podporoval císaře Ferdinanda II. Druhá válka vypukla v roce 1635 a roku 1640 následovala třetí, ve které byla Francie v převaze a vyvrcholila povstáním v Katalánsku, které se Filipovi podařilo po dlouhých dvanácti letech potlačit. Portugalsku se podařilo odtrhnout a za nového krále si zvolilo Jana IV. z rodu Braganza. Další povstání následovala roku 1642 v Andalusii, roku 1647 v Neapoli a na Sicílii a v roce 1648 v Aragonii. Všechny tyto boje byly pro Španělsko velmi vyčerpávající.
Pyrenejským mírem z roku 1659 byla tato válka konečně ukončena a na jeho stvrzení byl dohodnut sňatek mezi Filipovou dcerou Marií Terezou a králem Francie Ludvíkem XIV. Avšak ani tato dohoda nevydržela, neboť při vojenském zásahu Španělska na Portugalsko v letech 1661–1665 byla Francie opět na opačné straně.

## Filip a náboženství

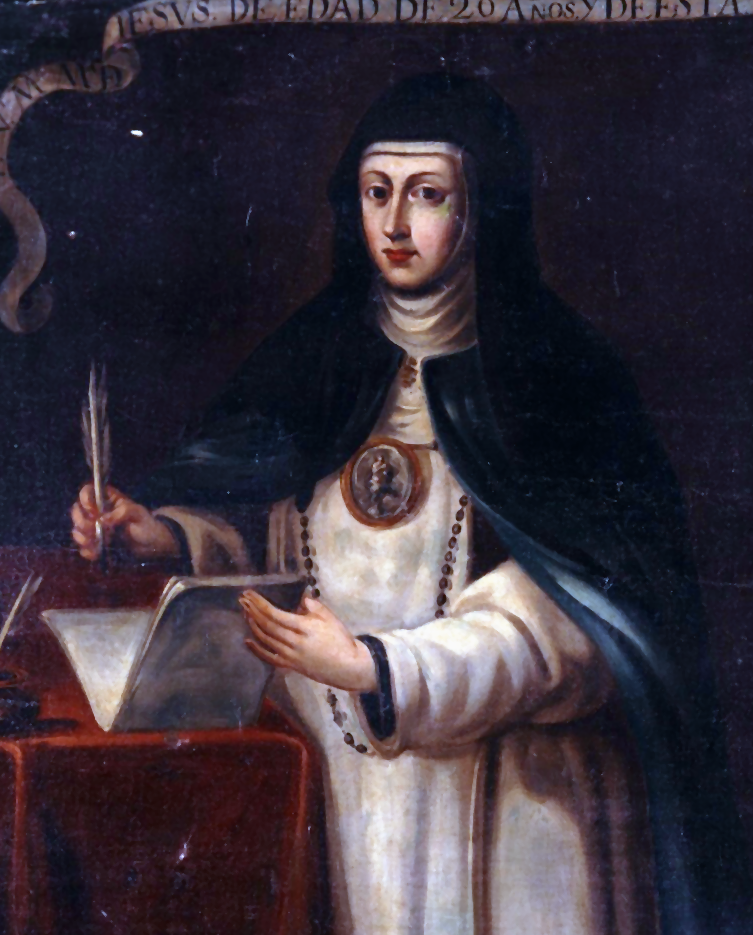
María de Ágreda, náboženská poradkyně Filipa IV. během druhé poloviny jeho vlády

Katolická víra a její rituály hrály v životě Filipa IV. důležitou roli, zvláště ke konci jeho vlády. Utrápený událostmi na svém území se Filip stále více zaměřoval na náboženské záležitosti. Filip věnoval zvláštní úctu obrazu Nuestra Señora del Milagro, Panny zázraků. Během manželství s Izabelou svěřil Filip jejich děti pod ochranu tohoto obrazu; během manželství s Marií Annou prováděli společně před tímto obrazem zvláštní náboženské obřady. Filip nechal vyrobit velký prapor s vyobrazením tohoto obrazu na jedné straně a královským znakem na straně druhé, který byl každoročně 12. července vystavován při procesích. Kromě vyjádření silné osobní náboženské víry toto viditelné propojení mezi korunou, církví a národními symboly, jako byla Panna zázraků, představoval klíčový pilíř podpory pro Filipa jako krále.
Panovníci té doby měli také významnou roli v procesu kanonizace a mohli jej využít pro domácí nebo mezinárodní politický vliv. Filip například, ve snaze oslovit své portugalské poddané, výrazně podpořil Alžbětu Portugalskou, vzorovou „dokonalou královnu“ 14. století. To mělo velký dopad, přičemž po její kanonizaci v roce 1625 zaplatil Filip za velkolepé oslavy v Lisabonu. Mezinárodně bylo důležité pro španělskou prestiž zajistit, aby království získalo alespoň srovnatelný, a ideálně větší podíl nových svatých než jiná katolická království. Filip proto sponzoroval množství textů a knih podporujících španělské kandidáty.

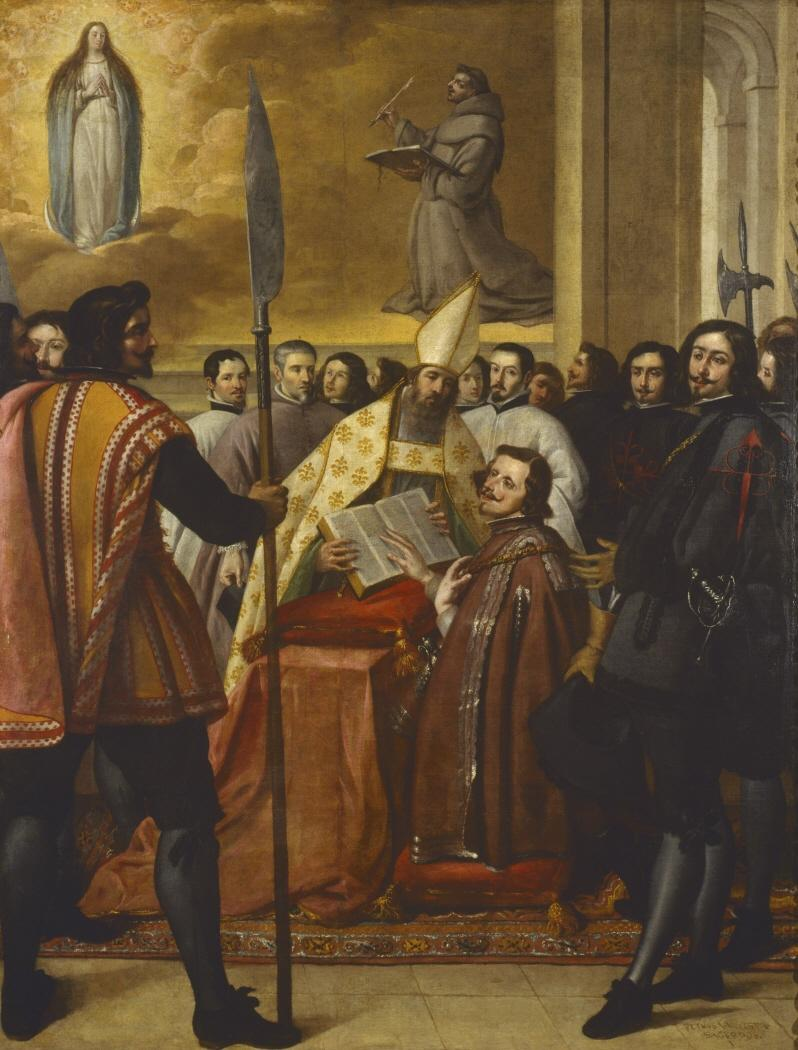
Filip skládající přísahu na obranu dogmatu o Neposkvrněném početí

Během krize v letech 1640–1643 zažil Filip zřejmě krizi víry. Filip skutečně věřil, že úspěch nebo neúspěch jeho politik představuje Boží přízeň a soud nad jeho činy. Kombinace povstání, francouzských postupů a ztráty jeho důvěrníka Olivarese jím očividně hluboce otřásla. Královna Izabela a nový předseda Rady Kastilie, don Juan Chumacero – oba zapojení do odstranění Olivarese – povzbuzovali krále, aby pozval mystiky a vizionáře z celé Evropy na svůj dvůr v Zaragoze. Hlavní rada mystiků se zaměřovala na důležitost toho, aby král odmítl Olivaresova nástupce de Hara a zbývající příznivce Olivarese u dvora. Tito mystici však nebyli přijatelní pro širší španělskou šlechtu, a s podporou de Hara byli nakonec propuštěni.
Místo toho se Filip obrátil na lépe etablovanou mystičku, sestru Maríu de Ágreda, představenou známou svými náboženskými spisy. Požádal ji, aby si s ním dopisovala a radila mu v duchovních záležitostech. Tito dva si pravidelně dopisovali po zbytek života, což dokumentuje více než 600 důvěrných dopisů během dvaceti dvou let. Filip byl přesvědčen, že María může za něho u Boha orodovat a poskytnout rady ohledně toho, co si Bůh přeje, aby zlepšil upadající osud Španělska. Většina lidí věří, že Filip sehrál roli v ochraně Marie před vyšetřováním inkvizice v roce 1650. Filipův syn, Karel II., také chránil její spisy před pozdější cenzurou.

## Smrt

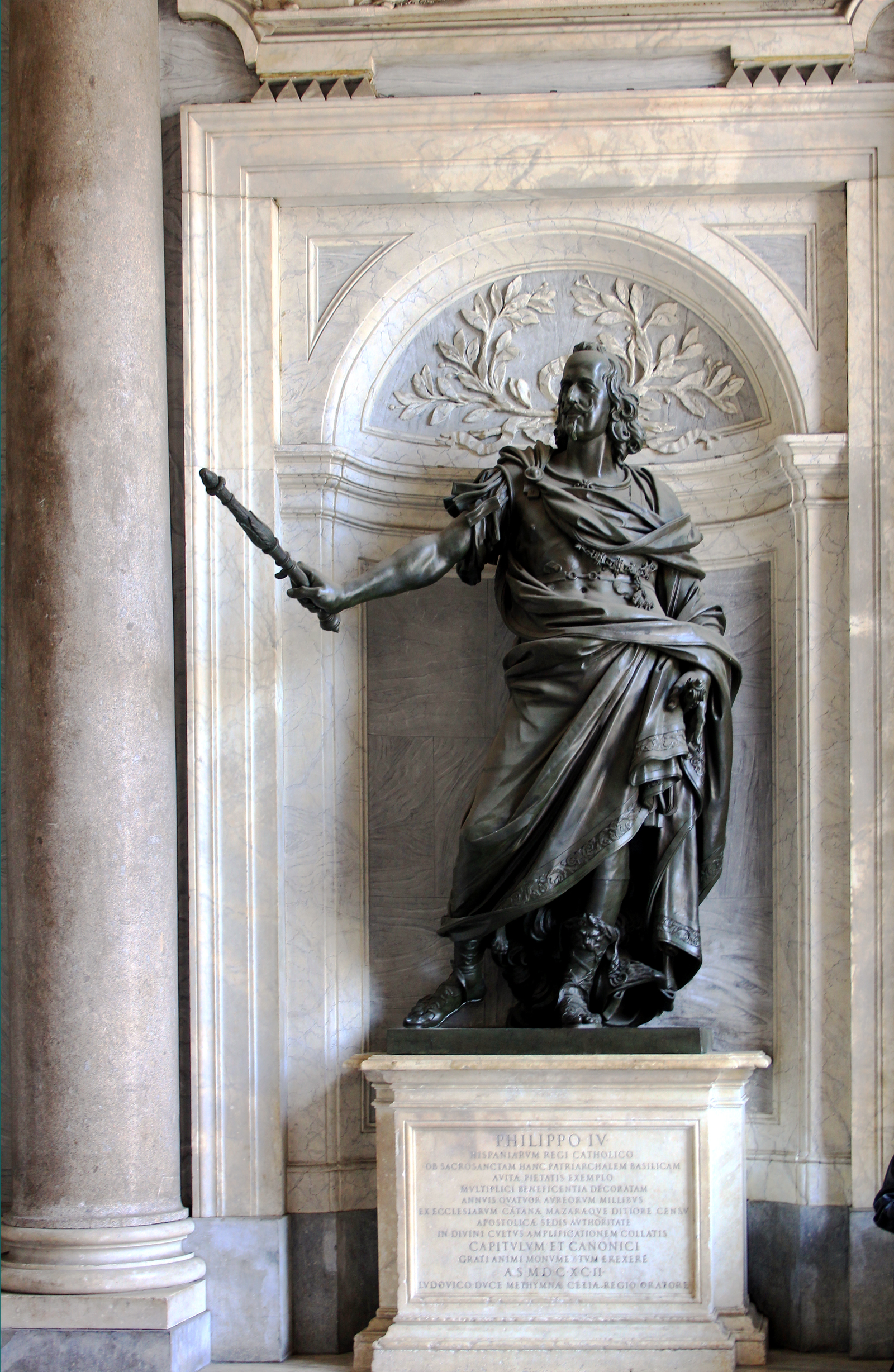
Socha v Bazilice Santa Maria Maggiore, Řím

Když Filip IV. v roce 1665 zemřel, zanechal po sobě dvě dcery a teprve čtyřletého syna a následníka Karla, který se nakonec stal posledním Habsburkem na španělském trůně. Deset dalších svých dětí Filip přežil. Kromě toho měl ještě několik nemanželských potomků. Pohřben byl v El Escorialu v hrobce svých předků.

## Manželství a děti
1/ ∞ 1615 Izabela Bourbonská (1602–1644), jeho vzdálená sestřenice, dcera francouzského krále Jindřicha IV. a jeho druhé manželky Marie Medicejské:
- Marie Markéta (14. srpna 1621 – 15. srpna 1621)
- Markéta Marie Kateřina (25. listopadu 1623 – 22. prosince 1623)
- Marie Evženie (21. listopadu 1625 – 21. července 1627)
- Izabela Marie Tereza (31. říjen 1627 – 1. listopadu 1627)
- Baltazar Karel (17. října 1629 – 9. března 1646)
- František Ferdinand (*/† 13. března 1634)
- Marie Anna Antonie (17. ledna 1636 – 5. prosince 1636)
- Marie Tereza (20. září 1638 – 30. července 1683) ∞ francouzský král Ludvík XIV. (1638–1715)
  - 6 dětí, z nichž jen nejstarší syn se dožil dospělosti a měl potomky

2/ ∞ 1649 Marie Anna Habsburská (1634–1696), jeho neteř, dcera Ferdinanda III. a jeho první manželky Marie Anny Španělské:
- Markéta Tereza (12. července 1651 – 12. března 1673) ∞ císař a král Leopold I. (1640–1705)
  - 4 děti, větev vymřela roku 1699
- Marie (*/† 1655)
- Filip Prospéro (5. prosince 1657 – 1. listopadu 1661)
- Tomáš Karel (23. prosince 1658 – 1659)
- Karel (6. listopadu 1661 – 1. listopadu 1700), následník trůnu
  - 1/ ∞ 1679 Marie Louisa Orleánská (1662–1689), dcera vévody Filipa I. Orleánského a Henrietty Anny Stuartovny, neteř francouzského krále Ludvíka XIV.
  - 2/ ∞ 1690 Marie Anna Falcko-Neuburská (1667–1740), dcera falckého kurfiřta Filipa Viléma, vévody z Bergu a Jülichu, a princezny Alžběty Amálie Hesensko-Damstadtské
  - bez potomků, rod jím vymřel po meči

Nemanželský syn s herečkou Marií Anežkou Calderónovou:
- Juan José de Austria (7. dubna 1629 – 17. září 1679), generál, místodržitel v Nizozemí, také místokrál aragonský, katalánský, neapolský

## Tituly
Jeho katolické veličenstvo Filip IV. z Boží milosti král Španělska, Kastilie, Leónu, Aragonie, Navarry, Granady, Toleda, Valencie, Galicie, Córdoby, Murcie, Jaén, Algeciras, Kanárských ostrovů, toho jména III. král Portugalska a Algarve, Obojí Sicílie, Sardinie a Korsiky, Nového Španělska, Chile, Filipín, král Jeruzaléma, arcivévoda rakouský, vévoda burgundský, milánský, lucemburský, brabantský, aténský, hrabě barcelonský, burgundský, flanderský, z Artois, Habsburgu, tyrolský, roussilionský a velmistr Řádu zlatého rouna etc.

## Vývod z předků
|                     |                          |  |                    |                         |  |  |  |  |  |  |  | Filip I. Kastilský |
|                     |                          |  |                    |                         |  |  |  |  |  |  |  |                    |
|                     | Karel V. Habsburský      |  |                    |                         |  |  |  |  |  |  |  |                    |
|                     |                          |  |                    |                         |  |  |  |  |  |  |  |                    |
|                     |                          |  |                    | Jana I. Kastilská       |  |  |  |  |  |  |  |                    |
|                     |                          |  |                    |                         |  |  |  |  |  |  |  |                    |
|                     | Filip II. Španělský      |  |                    |                         |  |  |  |  |  |  |  |                    |
|                     |                          |  |                    |                         |  |  |  |  |  |  |  |                    |
|                     |                          |  |                    | Manuel I. Portugalský   |  |  |  |  |  |  |  |                    |
|                     |                          |  |                    |                         |  |  |  |  |  |  |  |                    |
|                     | Isabela Portugalská      |  |                    |                         |  |  |  |  |  |  |  |                    |
|                     |                          |  |                    |                         |  |  |  |  |  |  |  |                    |
|                     |                          |  |                    | Marie Aragonská         |  |  |  |  |  |  |  |                    |
|                     |                          |  |                    |                         |  |  |  |  |  |  |  |                    |
|                     | Filip III. Španělský     |  |                    |                         |  |  |  |  |  |  |  |                    |
|                     |                          |  |                    |                         |  |  |  |  |  |  |  |                    |
|                     |                          |  |                    | Ferdinand I. Habsburský |  |  |  |  |  |  |  |                    |
|                     |                          |  |                    |                         |  |  |  |  |  |  |  |                    |
|                     | Maxmilián II. Habsburský |  |                    |                         |  |  |  |  |  |  |  |                    |
|                     |                          |  |                    |                         |  |  |  |  |  |  |  |                    |
|                     |                          |  |                    | Anna Jagellonská        |  |  |  |  |  |  |  |                    |
|                     |                          |  |                    |                         |  |  |  |  |  |  |  |                    |
|                     | Anna Habsburská          |  |                    |                         |  |  |  |  |  |  |  |                    |
|                     |                          |  |                    |                         |  |  |  |  |  |  |  |                    |
|                     |                          |  |                    | Karel V. Habsburský     |  |  |  |  |  |  |  |                    |
|                     |                          |  |                    |                         |  |  |  |  |  |  |  |                    |
|                     | Marie Španělská          |  |                    |                         |  |  |  |  |  |  |  |                    |
|                     |                          |  |                    |                         |  |  |  |  |  |  |  |                    |
|                     |                          |  |                    | Isabela Portugalská     |  |  |  |  |  |  |  |                    |
|                     |                          |  |                    |                         |  |  |  |  |  |  |  |                    |
| Filip IV. Španělský |                          |  |                    |                         |  |  |  |  |  |  |  |                    |
|                     |                          |  |                    |                         |  |  |  |  |  |  |  |                    |
|                     |                          |  | Filip I. Kastilský |                         |  |  |  |  |  |  |  |                    |
|                     |                          |  |                    |                         |  |  |  |  |  |  |  |                    |
|                     | Ferdinand I. Habsburský  |  |                    |                         |  |  |  |  |  |  |  |                    |
|                     |                          |  |                    |                         |  |  |  |  |  |  |  |                    |
|                     |                          |  |                    | Jana I. Kastilská       |  |  |  |  |  |  |  |                    |
|                     |                          |  |                    |                         |  |  |  |  |  |  |  |                    |
|                     | Karel II. Štýrský        |  |                    |                         |  |  |  |  |  |  |  |                    |
|                     |                          |  |                    |                         |  |  |  |  |  |  |  |                    |
|                     |                          |  |                    | Vladislav Jagellonský   |  |  |  |  |  |  |  |                    |
|                     |                          |  |                    |                         |  |  |  |  |  |  |  |                    |
|                     | Anna Jagellonská         |  |                    |                         |  |  |  |  |  |  |  |                    |
|                     |                          |  |                    |                         |  |  |  |  |  |  |  |                    |
|                     |                          |  |                    | Anna de Foix a Candale  |  |  |  |  |  |  |  |                    |
|                     |                          |  |                    |                         |  |  |  |  |  |  |  |                    |
|                     | Markéta Habsburská       |  |                    |                         |  |  |  |  |  |  |  |                    |
|                     |                          |  |                    |                         |  |  |  |  |  |  |  |                    |
|                     |                          |  |                    | Vilém IV. Bavorský      |  |  |  |  |  |  |  |                    |
|                     |                          |  |                    |                         |  |  |  |  |  |  |  |                    |
|                     | Albrecht V. Bavorský     |  |                    |                         |  |  |  |  |  |  |  |                    |
|                     |                          |  |                    |                         |  |  |  |  |  |  |  |                    |
|                     |                          |  |                    | Jakoba Marie Bádenská   |  |  |  |  |  |  |  |                    |
|                     |                          |  |                    |                         |  |  |  |  |  |  |  |                    |
|                     | Marie Anna Bavorská      |  |                    |                         |  |  |  |  |  |  |  |                    |
|                     |                          |  |                    |                         |  |  |  |  |  |  |  |                    |
|                     |                          |  |                    | Ferdinand I. Habsburský |  |  |  |  |  |  |  |                    |
|                     |                          |  |                    |                         |  |  |  |  |  |  |  |                    |
|                     | Anna Habsburská          |  |                    |                         |  |  |  |  |  |  |  |                    |
|                     |                          |  |                    |                         |  |  |  |  |  |  |  |                    |
|                     |                          |  |                    | Anna Jagellonská        |  |  |  |  |  |  |  |                    |
|                     |                          |  |                    |                         |  |  |  |  |  |  |  |                    |